# Cynophobie
Pour l’article ayant un titre homophone, voir sinophobie.
La cynophobie (du grec kýōn « chien » et φόβος, phóbos « peur, crainte ») est une crainte pathologique des chiens. La cynophobie est classifiée en tant que phobie spécifique, sous-type de phobie animale. Selon le docteur Timothy O. Rentz du laboratoire pour les études des troubles anxieux à l'université du Texas, les phobies animales sont parmi les phobies spécifiques les plus répandues et 36 % des patients cherchant à se soigner disent être effrayés par les chiens et les chats. Bien que les serpents et les araignées soient les plus craints, la cynophobie est particulièrement invalidante à cause du nombre de chiens élevé dans chaque pays (aux États-Unis par exemple, 62 millions de chiens domestiques ont été recensés en 2003). Le Manuel diagnostique et statistique des troubles mentaux (DSM-IV-TR) rapporte que seulement 12 à 30 % des patients souffrant de phobie spécifique chercheront à trouver un traitement.

## Diagnostic
Le DSM-IV-TR montre les critères suivants concernant les phobies spécifiques :
- Crainte persistante d'un objet ou d'une situation.
- L'exposition de cet objet ou situation provoque une réponse anxieuse chez le patient.
- Les patients adultes reconnaissent que cette peur est excessive, exagérée et irrationnelle (ce qui n'est pas toujours le cas chez les enfants).
- Les patients tentent d'éviter cet objet ou situation, ou le subissent durement
- Cette crainte interfère significativement dans la vie quotidienne du patient.
- Les patients mineurs (ceux âgés de moins de 18 ans) démontrent des symptômes pendant au moins six mois.

L'ouvrage intitulé Phobias définit une peur panique comme « une terreur soudaine se manifestant pendant quelques minutes  avec des symptômes de peur intense. » Ces symptômes peuvent inclure palpitations, transpiration, tremblement, des difficultés à respirer, un besoin de s'enfuir, des étourdissements, nausées et bouche asséchée, parmi tant d'autre. Comme pour d'autres phobies spécifiques, les patients souffrant de cynophobie réagissent différemment lorsqu'ils voient ou entendent un chien. Les patients tentent d'éviter les chiens ou tout ce qui énonce de près ou de loin à un chien.
Depuis quelques années en France, de plus en plus d'éducateurs canins, diplômés et parfois assistés de psychologues, proposent des services pour aider les personnes atteintes de cynophobie.

## Étiologie
Dans leur ouvrage intitulé Specific Phobias, les docteurs Jeanette M. Bruce et William C. Sanderson concluent que ce type de phobie peut se déclencher durant la petite enfance, entre cinq et neuf ans. Une étude menée par les docteurs Willem A. Hoffmann et Lourens H. Human en Afrique du Sud confirment cette conclusion chez les patients souffrant de cynophobie, et confirment également que cette phobie peut se développer à l'âge de 20 ans et plus. Dr Bruce et Sanderson expliquent également que ces phobies animales sont plus répandues chez les femmes que chez les hommes.